# Nationalpark Ceahlău
Der Nationalpark Ceahlău (rumänisch: Parcul Național Ceahlău) ist ein Naturschutzgebiet der IUCN-Kategorie II im Ceahlău-Gebirge, im Kreis Neamț, im Nordosten Rumäniens. Der Nationalpark Ceahlău erstreckt sich über eine Fläche von 8.396 Hektar und beherbergt eine artenreiche Flora und Fauna.

## Beschreibung
Der Nationalpark Ceahlău wurde durch das Gesetz Nr. 5 vom 5. März 2000 zum Schutzgebiet in Natur- und Landschaftsschutz der IUCN-Kategorie II erklärt. Der Nationalpark Ceahlău ist ein montanes Schutzgebiet mit Felsformationen, Wäldern, Wiesen und Weiden in den Ostkarpaten. Er erstreckt sich über eine Fläche von 8.396 Hektar.
Seine bekanntesten Felsformationen sind: Panaghia, Detunatele, Clăile lui Miron, Piatra Lăcrimată, Dochia, Piatra cu Apa, Turnul lui Ghedeon.

## Flora

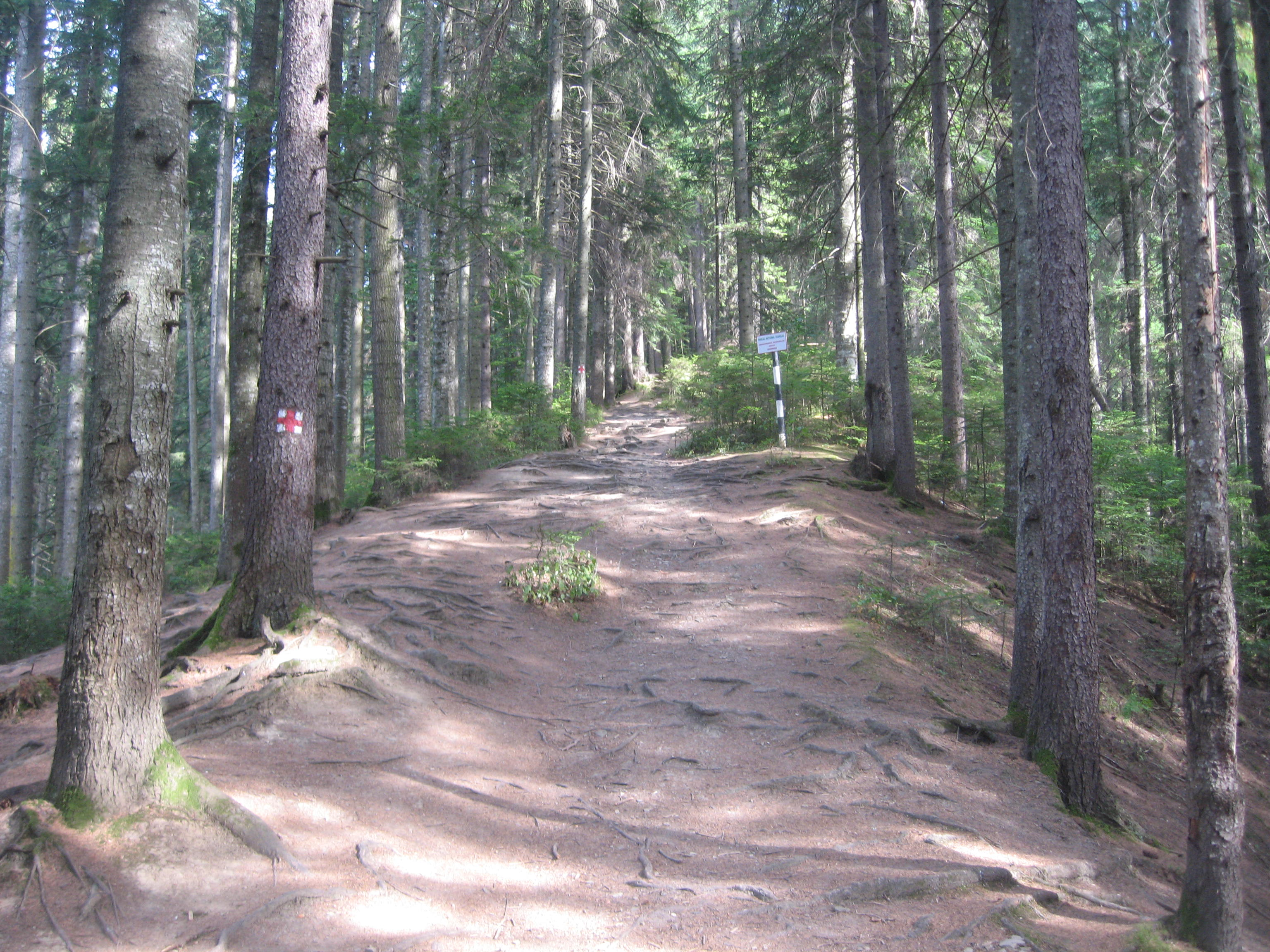
Waldlandschaft
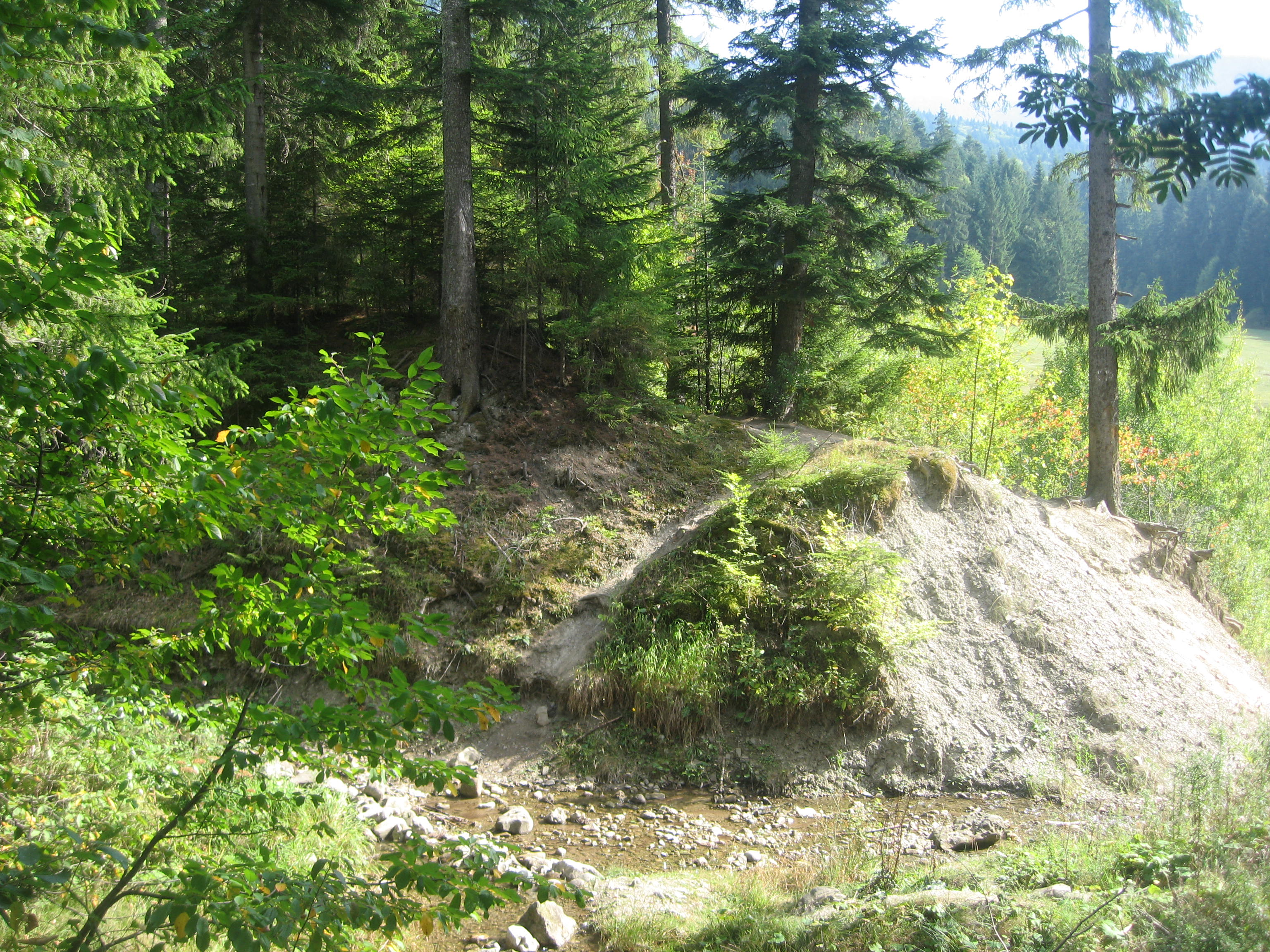
Waldlandschaft
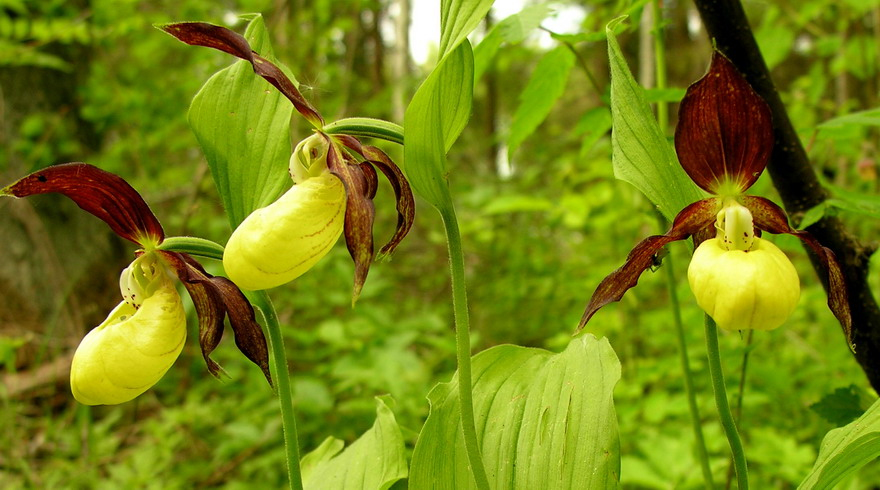
Frauenschuh
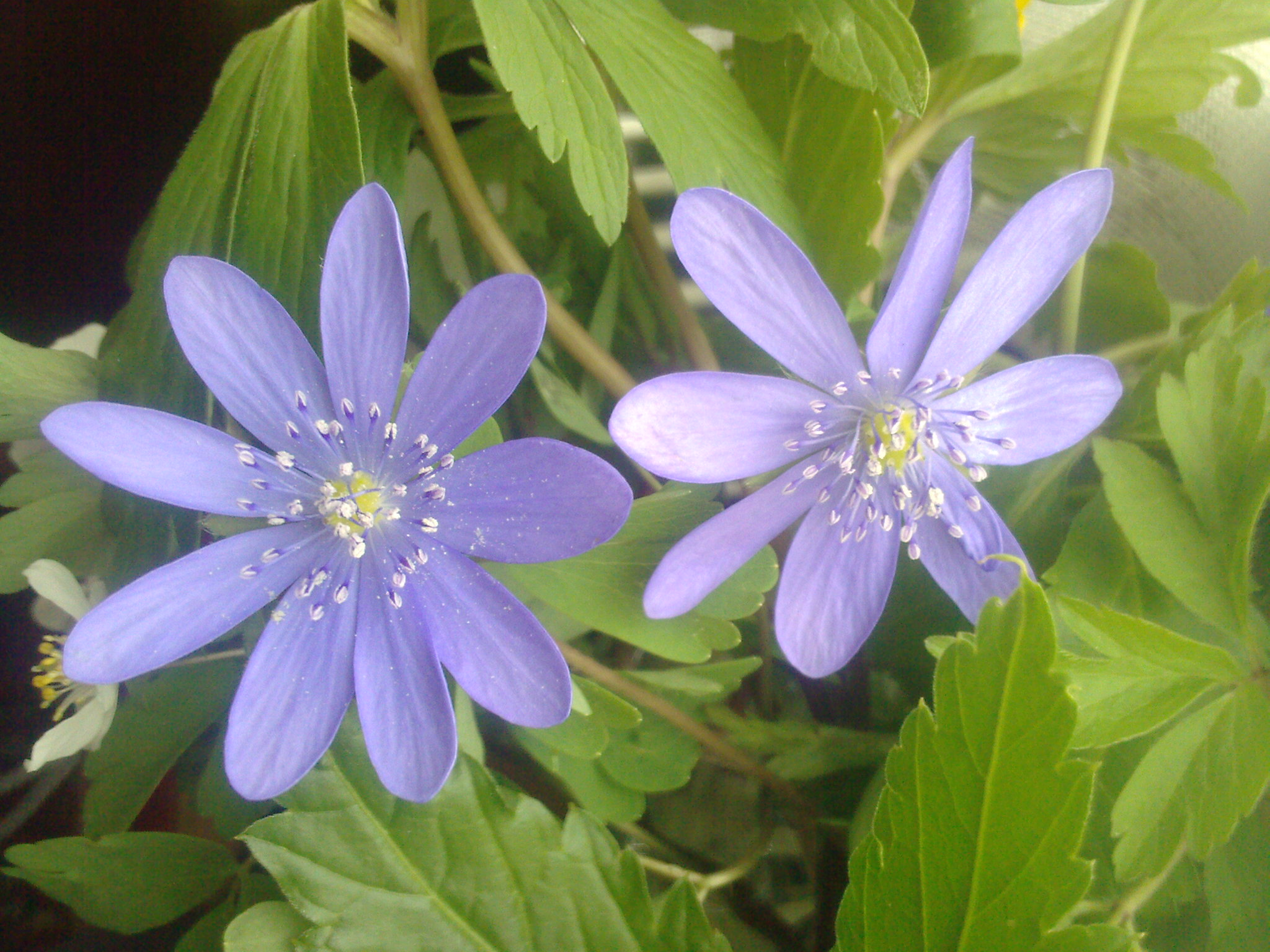
Hepatica transsilvanica

Bäume und Sträucher
Zu den Bäumen und Sträuchern des Nationalparks Ceahlău gehören:
Weiß-Tanne (Abies alba), Europäische Lärche (Larix decidua), Zirbelkiefer (Pinus cembra), Europäische Eibe (Taxus baccata), Waldkiefer (Pinus sylvestris), Bergkiefer (Pinus mugo), Alpen-Wacholder (Juniperus sibirica), Alpen-Wacholder (Juniperus communis), Rotbuche (Fagus sylvatica), Traubeneiche (Quercus petraea), Stieleiche (Quercus robur), Hainbuche (Carpinus betulus), Berg-Ahorn (Acer pseudoplatanus), Spitzahorn (Acer platanoides), Winterlinde (Tilia cordata), Gemeine Esche (Fraxinus excelsior), Feldahorn (Acer campestre), Hänge-Birke (Betula pendula), Spitzahorn (Acer platanoides), Zweifarbige Weide (Salix bicolor), Lavendel-Weide (Salix eleagnos), Grün-Erle (Alnus viridis), Schwarz-Erle (Alnus glutinosa), Gemeine Hasel (Corylus avellana), Eingriffeliger Weißdorn (Crataegus monogyna), Heidelbeere (Vaccinum myrtillus), Schwarzer Holunder (Sambucus nigra), Brombeere (Rubus fruticosus), Himbeere (Rubus idaeus), Hunds-Rose (Rosa canina), Preiselbeere (Vaccinium vitis-idaea).
Krautige Pflanzen
Folgende krautige Pflanzen sind im Nationalpark Ceahlău anzutreffen:
Arnika (Arnica montana), Artemisia (Artemisia eriantha), Dolomiten-Schafgarbe (Achillea oxyloba), Blauer Eisenhut (Aconitum napellus), Meier (Asperula carpatica), Wiesen-Glockenblume (Campanula patula), Hornkräuter (Cerastium transsilvanicum), Felsenblümchen (Draba haynaldii, Endemit), garofiță de munte (Dianthus tenuifolius), Weiße Bergnelke (Dianthus spiculifolius), Himmelsherold (Eritrichium nanum), Wiesenhafer (Helictotrichon decorum), Leberblümchen (Hepatica transsilvanica), Ausdauernder Lein (Linum perenne), Hohe Schlüsselblume (Primula elatior), Läusekräuter (Pedicularis baumgartenii), Rispengräser (Poa rehmannii), Berg-Hauswurz (Sempervivum montanum), Alpenglöckchen (Soldanella hungarica), Thymus comosus, Shuttleworths Rohrkolben (Typha shuttleworthii), Leinblatt (Thesium kernerianum).

## Fauna
Die Fauna des Nationalparks Ceahlău ist sehr artenreich und durch eine große Vielfalt von Säugetieren, Vögeln, Reptilien und Amphibien vertreten.
Säugetiere:
Rothirsch (Cervus elaphus), Reh (Capreolus capreolus), Gämse (Rupicapra rupicapra), Wildkatze (Felis silvestris), Wildschwein (Sus scrofa), Rotfuchs (Vulpes vulpes crucigera), Baummarder (Martes martes), Mauswiesel (Mustela nivalis), Europäischer Dachs (Meles meles), Feldhase (Lepus europaeus), Europäischer Iltis (Mustela putorius), Braunbrustigel (Erinaceus europaeus), Baumschläfer (Dryomys nitedula), Gartenschläfer (Eliomys quercinus), Haselmaus (Muscardinus avellanarius), Waldbirkenmaus (Sicista betulina), Zweifarbfledermaus (Vespertilio murinus), Breitflügelfledermaus (Eptesicus serotinus), Zwergfledermaus (Pipistrellus pipistrellus), Braunes Langohr (Plecotus auritus).
Vögel:
Habicht (Accipiter gentilis), Steinadler (Aquila chrysaetos), Eisvogel (Alcedo atthis), Bergpieper (Anthus spinoletta), Auerhuhn (Tetrao urogallus), Schreiadler (Aquila pomarina), Kolkrabe (Corvus corax), Wachtelkönig (Crex crex), Wasseramsel (Cinclus cinclus), Steinrötel (Monticola saxatilis), Alpenbraunelle (Prunella collaris), Dreizehenspecht (Pycoides tridactylus), Haubenmeise (Parus cristatus), Heidelerche (Lullula arborea), Wanderfalke (Falco peregrinus), Weidenmeise (Parus montanus), Ringdrossel (Turdus torquatus).
Reptilien und Amphibien:
Schlingnatter (Coronella austriaca), Zauneidechse (Lacerta agilis), Würfelnatter (Natrix tessellata), Blindschleiche (Anguis fragilis), Kreuzotter (Vipera berus), Wechselkröte (Bufo viridis), Grasfrosch (Rana temporaria), Erdkröte (Bufo bufo), Bergmolch (Triturus alpestris).

## Touristische Attraktionen

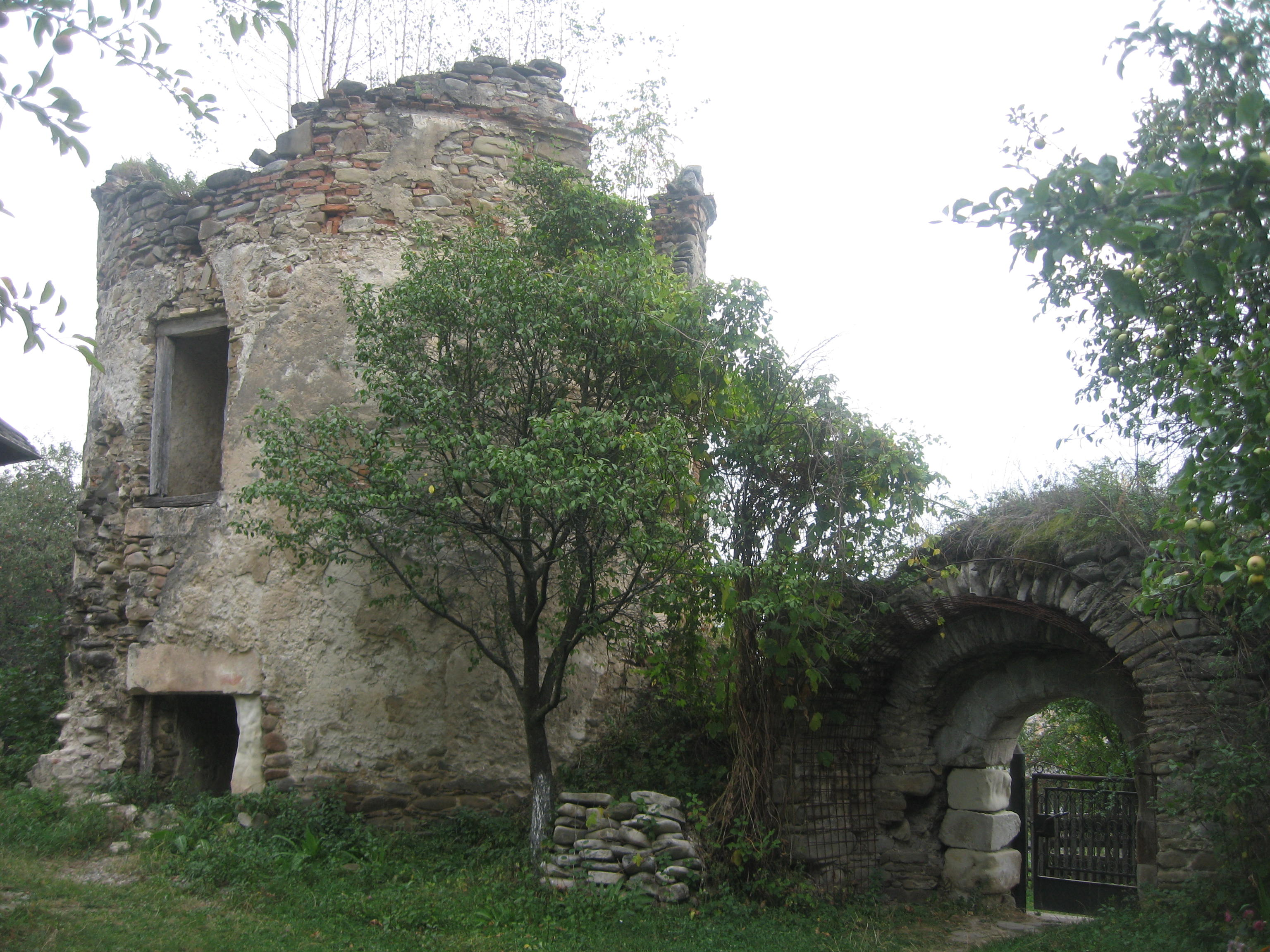
Ruinen des ehemaligen Fürstenpalastes
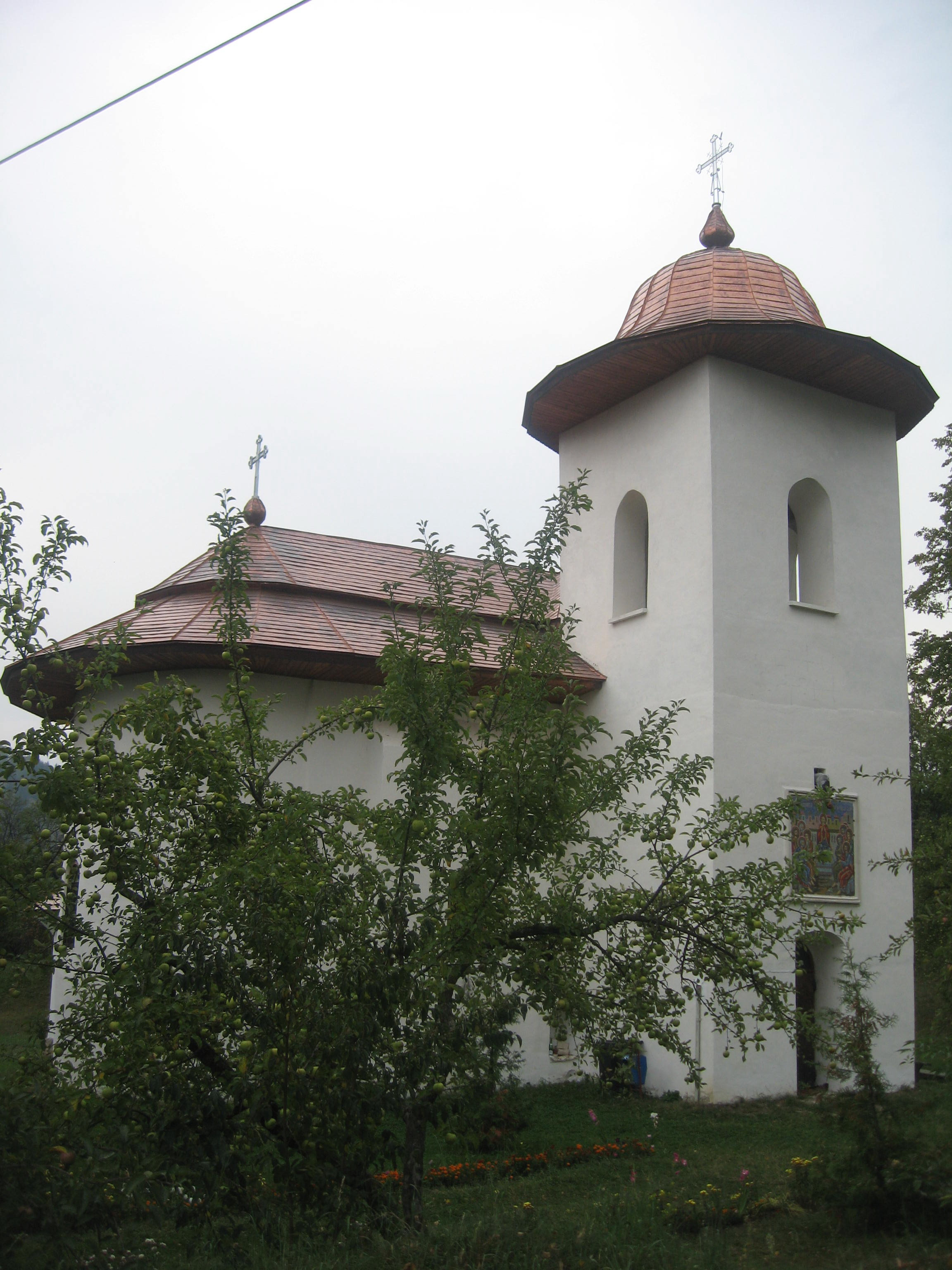
Holzkirche Ceahlău

Zu den touristischen Objektiven in unmittelbarer Nähe des Nationalparks zählen:
- Die Holzkirche "Sf. Voievozi" in Bistricioara, 18. Jahrhundert
- Das Kloster in Durău, 19. Jahrhundert
- Das Gebäude-Ensemble der ehemaligen Einsiedelei Hangu (die Kirche „Pogorârea Sf. Duh“, die Ruinen des ehemaligen Fürstenpalastes „Palatul Cnejilor“) in Ceahlău, 17.–19. Jahrhundert
- Das Gebäude-Ensemble der ehemaligen Einsiedelei "Sf. Ana" (Holzkirche und Glockenturm) in Ceahlău, 18.–19. Jahrhundert
- Die Holzkirche "Înălțarea Sf. Cruci" in Telec, 18. Jahrhundert
- Die Holzkirche „Sfântul Dumitru“ in Bicazu Ardelean, von 1829
- Das ehemalige Dorftheater "Ion Calinderu" (heute Museum) in Bicaz (1908–1912)
- Die Naturschutzgebiete: die Höhlen „Peștera Munticelu“ und „Peștera Toșorog“, der See „Izvorul Muntelui“, der Wasserfall „Duruitoarea“ und die Lilienwiese „Polița cu Crini“.